# 西安交通大学医学院第二附属医院
西安交通大学第二附属医院 (英語：Second Affiliated Hospital of Xi’an Jiaotong University)创立于1937年11月15日，是一所集医疗、科研、教学、预防、保健、康复为一体的大型综合三级甲等医院，位于中华人民共和国陕西省西安市新城区西五路157号，总建筑面积15.16万平方米，拥有床位1006张，职工1548人。

## 历史沿革
西安交通大学第二附属医院是卫生部直属医院。